# Will Evans Harnessing a Horse
Will Evans Harnessing a Horse è un cortometraggio muto del 1913 diretto da Frank Wilson.

## Trama
Le disavventure di Will Evans quando vuole mettere le briglie a un cavallo.

## Produzione
Il film fu prodotto dalla Hepworth.

## Distribuzione
Distribuito dalla Kinematograph Trading Company, il film - un cortometraggio in un rullo - uscì nelle sale cinematografiche britanniche nel maggio 1913.
Si conoscono pochi dati del film che, prodotto dalla Hepworth, fu distrutto nel 1924 dallo stesso produttore, Cecil M. Hepworth. Fallito, in gravissime difficoltà finanziarie, il produttore pensò in questo modo di poter almeno recuperare il nitrato d'argento della pellicola.